# Spoorlijn Mertzwiller - Seltz
De Spoorlijn Mertzwiller - Seltz was een Franse spoorlijn van Mertzwiller naar Seltz. De lijn was 34,8 km lang en heeft als lijnnummer 153 000.

## Geschiedenis
De lijn werd geopend op 1 november 1893 door de Reichseisenbahnen in Elsaß-Lothringen. Reizigersverkeer werd opgeheven op 1 oktober 1947. Goederenvervoer tussen Mertzwiller en Walbourg en Betschdorf en Hatten heeft plaatsgevonden tot 1954. Het gedeelte tussen Hatten en Seltz werd gesloten in 1971 en tussen Walbourg en Betschdorf in 1989. Daarna is de lijn opgebroken.

## Aansluitingen
In de volgende plaatsen is of was er een aansluiting op de volgende spoorlijnen:
Mertzwiller
RFN 159 000, spoorlijn tussen Haguenau en Hargarten-Falck
Walbourg
RFN 146 000, spoorlijn tussen Vendenheim en Wissembourg
RFN 154 000, spoorlijn tussen Walbourg en Lembach
Seltz
RFN 145 000, spoorlijn tussen Straatsburg en Lauterbourg